# كولة (مقاطعة ديواندرة)
كولة (بالفارسية: کوله) هي قرية تقع في قسم كولة الريفي (مقاطعة ديواندرة) في إيران. يقدر عدد سكانها بـ 309 نسمة .